# Municipio de Osage (condado de Henry)
El municipio de Osage (en inglés, Osage Township) es un municipio del condado de Henry, Misuri, Estados Unidos. Tiene una población estimada, a mediados de 2022, de 782 habitantes.

## Geografía
Está ubicado en las coordenadas 38°13′51″N 93°37′35″O / 38.23083, -93.62639 (38.230705, -93.626513). Según la Oficina del Censo, tiene una superficie total de 121.09 km², de los cuales 101.85 km² corresponden a tierra firme y 19.24 km² están cubiertos de agua.

## Demografía
Según el censo de 2020, en ese momento había 768 personas residiendo en la zona. La densidad de población era de 7.54 hab./km². El 94.27 % de los habitantes eran blancos, el 0.13 % era afroamericano, el 0.52 % eran amerindios, el 0.26 % eran asiáticos, el 0.26 % eran isleños del Pacífico, el 0.78 % eran de otras razas y el 3.78 % eran de una mezcla de razas. Del total de la población, el 1.56 % eran hispanos o latinos de cualquier raza.